# Brachystelma ananthagiriense
Brachystelma ananthagiriense — вид рослин із родини молочайних (Euphorbiaceae), ендемік пагорбів Анантагірі, штат Телангана, Індія.

## Опис
Новий вид дуже схожий на B. gondwanense, але відрізняється кількома ознаками.

## Поширення
Ендемік пагорбів Анантагірі, штат Телангана, Індія.

## Етимологія
Вид названий на честь типової місцевості, пагорби Анантагірі, Телангана.